# Обвинувачений
Обвинувачений (підсудний) — це особа, обвинувальний акт щодо якої переданий до суду в порядку, передбаченому Кримінальним процесуальним кодексом України.

## Права обвинуваченого
Обвинувачений, відповідно до ст. 42 КПК України та інших правових норм чинного  законодавства України та міжнародних правових актів,  має право:
- знати, у вчиненні якого кримінального правопорушення його  обвинувачують;
- бути чітко і своєчасно повідомленим про свої права, а також отримати їх роз’яснення;
- на першу вимогу мати захисника і зустріч із ним незалежно від часу в робочі, вихідні, святкові, неробочі дні до першого допиту з дотриманням умов, що забезпечують конфіденційність спілкування, а також після першого допиту - зустрічі без обмеження в часі та кількості у робочі, вихідні, святкові, неробочі дні; на участь захисника у проведенні допиту та інших процесуальних діях; на відмову від захисника в будь-який момент кримінального провадження; на отримання правової допомоги захисника за рахунок держави у випадках, передбачених цим Кодексом та/або законом, що регулює надання безоплатної правової допомоги, в тому числі у зв’язку з відсутністю коштів для оплати такої допомоги;
- не говорити нічого з приводу  обвинувачення або у будь-який момент відмовитися відповідати на запитання;
- давати пояснення, показання з приводу  обвинувачення чи в будь-який момент відмовитися їх давати;
- вимагати перевірки обґрунтованості  та оскаржувати акт и затримання, арешту чи застосування інших запобіжних заходів;
- у разі затримання або застосування запобіжного заходу у вигляді тримання під вартою - на негайне повідомлення членів сім’ї, близьких родичів чи інших осіб про затримання і місце свого перебування;
- збирати і подавати  суду  докази;
- брати участь у проведенні процесуальних дій;
- заявляти відводи;
- ознайомлюватися з матеріалами досудового розслідування в порядку, передбаченому статтею 221 цього Кодексу, та вимагати відкриття матеріалів згідно зі статтею 290 цього Кодексу;
- одержувати копії процесуальних документів та письмові повідомлення;
- оскаржувати рішення, дії та бездіяльність слідчого, прокурора, слідчого судді в порядку, передбаченому цим Кодексом;
- вимагати відшкодування шкоди, завданої незаконними рішеннями, діями чи бездіяльністю органу, що здійснює оперативно-розшукову діяльність, досудове розслідування, прокуратури або суду, в порядку, визначеному законом, а також відновлення репутації, якщо підозра, обвинувачення не підтвердилися;
- отримувати копії процесуальних документів рідною або іншою мовою, якою він володіє, та в разі необхідності користуватися послугами перекладача за рахунок держави.
- брати участь під час судового розгляду у допиті свідків обвинувачення або вимагати їхнього допиту, а також вимагати виклику і допиту свідків захисту на тих самих умовах, що й свідків обвинувачення;
- висловлювати в судовому засіданні свою думку щодо клопотань інших учасників судового провадження;
- виступати в судових дебатах;
- ознайомлюватися з журналом судового засідання та технічним записом судового процесу, які йому зобов’язані надати уповноважені працівники суду, і подавати щодо них свої зауваження;
- оскаржувати в установленому цим Кодексом порядку судові рішення та ініціювати їх перегляд, знати про подані на них апеляційні та касаційні скарги, заяви про їх перегляд, подавати на них заперечення.

Обвинувачений зобов’язаний:
1) прибути за викликом  прокурора, слідчого судді, суду, а в разі неможливості прибути за викликом у призначений строк - заздалегідь повідомити про це зазначених осіб;
2) виконувати обов’язки, покладені на нього рішенням про застосування заходів забезпечення кримінального провадження;
3) підкорятися законним вимогам та розпорядженням слідчого, прокурора, слідчого судді, суду.
4) надавати достовірну інформацію представнику персоналу органу пробації, необхідну для підготовки досудової доповіді.
Обвинуваченому вручається пам’ятка про його процесуальні права та обов’язки одночасно з їх повідомленням особою, яка здійснює таке повідомлення.
Відповідно до принципу презумпції невинуватості обвинувачений  має право на поводження з ним, як із невинуватим у вчиненні злочину. Право обвинуваченого на останнє слово в суді – це природне і незаперечне правило цивілізованого правосуддя.  Обвинувачуваний вправі вимагати відшкодування шкоди, завданої незаконними рішеннями, діями чи бездіяльністю органу, що здійснює оперативно-розшукову діяльність, досудове розслідування, прокуратури або суду. , а також відновлення репутації, якщо  обвинувачення не підтвердились.